# Las Lajitas
Las Lajitas es una ciudad en el departamento Anta, provincia de Salta,  noroeste de Argentina.
A 200 km de la capital provincial por la Ruta Nacional 34 y luego por la RP 5. Pertenece al Área Agroecológica Chaco Semiárido.
Produce cereales, poroto, oleaginosas y madera. Las lluvias de 600 a 800 mm, entre octubre y mayo.

## Población
Contaba con 7,688 habitantes (Indec, 2001), lo que representa un incremento del 95,1% frente a los 3,941 habitantes (Indec, 1991) del censo anterior.

## Historia
El 31 de octubre de 1940 fue creada la localidad de Las Lajitas en el paraje denominado “Piquete de Anta”, por Ley Provincial N.º 551, denominándose hasta 1948 “El Piquete”. Luego fue trasladada a su actual emplazamiento, entre otras razones, por el tendido ferroviario que la beneficiaria. Su economía original se basó en la explotación maderera. A partir de la década 1970 se comenzó a desarrollar el cultivo de granos, principalmente de soja, siendo en la actualidad el principal productor en la Provincia.
El 13 de junio celebra su fiesta patronal en honor a San Antonio de Padua. Esta celebración se remonta al año 1952, en que don Emilio Fay, obrajero de la zona, construyó una pequeña capilla para albergar la imagen de este Santo. Todos los 13 de junio, la familia Fay lo sacaba en procesión por las calles del pueblo, hasta ser declarado el Santo de ese lugar, por las autoridades eclesiásticas. Al construirse la iglesia principal en ella se entronizó la misma imagen del Santo que fue donada por la familia Fay.

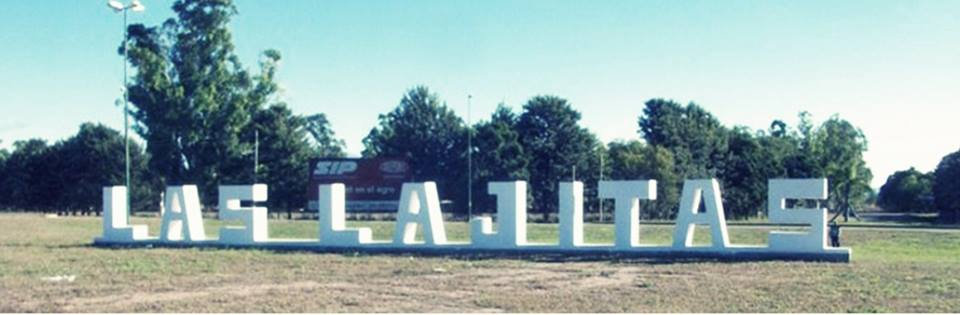
Cartel de Acceso a la entrada del Pueblo de las Lajitas

## Defensa Civil

### Sismicidad
La sismicidad del área de Salta es frecuente y de intensidad baja, y un silencio sísmico de terremotos medios a graves cada 40 años.
- Sismo de 1930: aunque dicha actividad geológica catastrófica, ocurre desde épocas prehistóricas, el terremoto del 24 de diciembre de 1930 (94 años),[4] señaló un hito importante dentro de la historia de eventos sísmicos jujeños, con 6,4 Richter. Pero nada cambió extremando cuidados y/o restringiendo códigos de construcción.[3]
- Sismo de 1948: el 25 de agosto de 1948 (76 años) con 7,0 Richter, el cual destruyó edificaciones y abrió numerosas grietas en inmensas zonas[4][3]
- Sismo de 2010: el 27 de febrero de 2010 (15 años) con 6,1 Richter